# إيدي باندورا
إيدي باندورا (بالألمانية: Jürgen Bandura)‏ هو لاعب كرة قدم ألماني في مركز نصف الجناح، ولد في 22 يونيو 1940، وتوفي في 12 مايو 2018. لعب مع هانوفر 96.

## وصلات خارجية
- إيدي باندورا على موقع قاعدة بيانات كرة القدم.إي يو (الإنجليزية)
- إيدي باندورا على موقع بيانات كرة القدم. دي إي (الألمانية)
- إيدي باندورا على موقع عالم كرة القدم.نت (الإنجليزية)